# 弗拉迪伊夫卡
47°51′42″N 30°35′35″E / 47.86167°N 30.59306°E

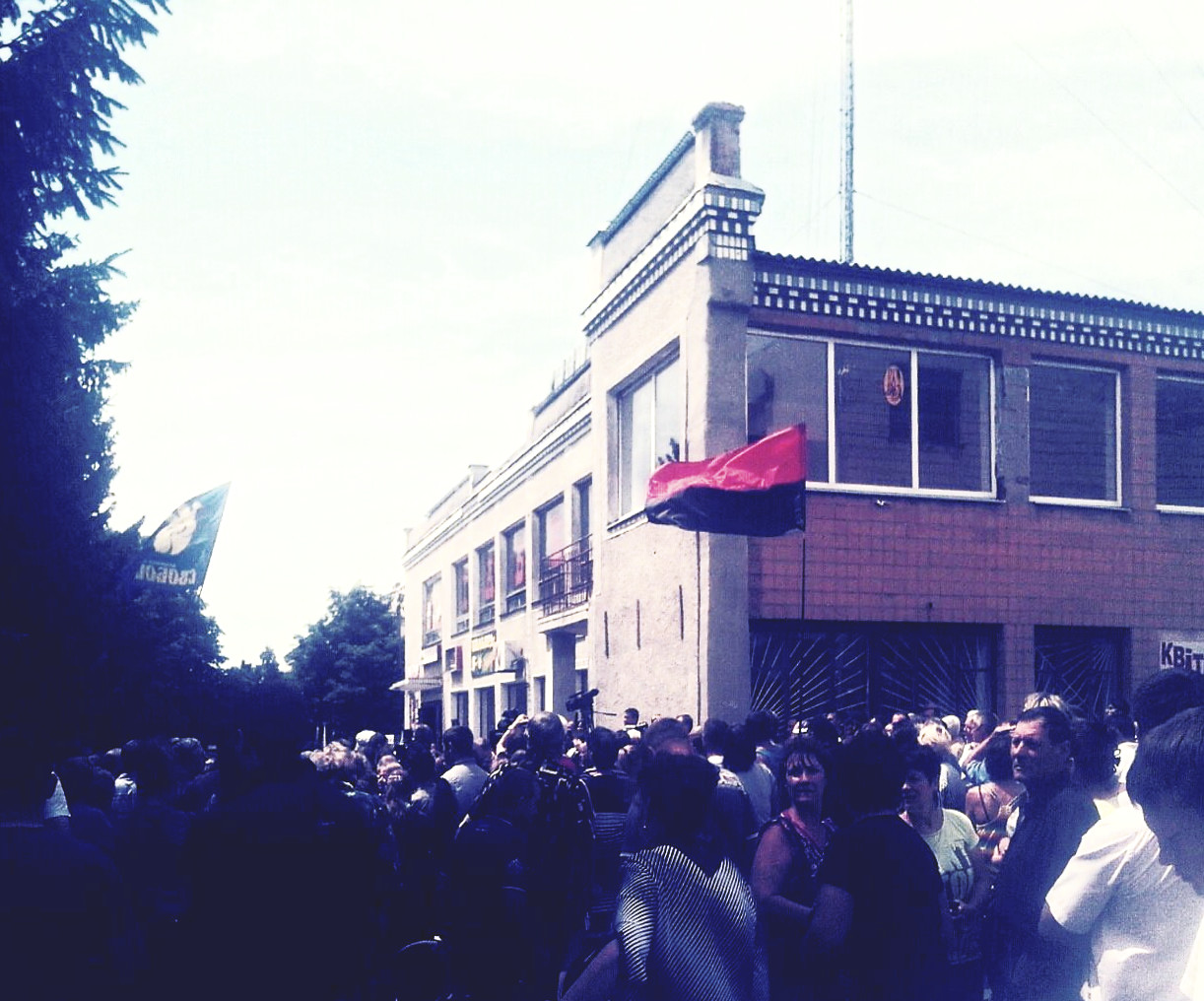

弗拉迪伊夫卡（羅馬化：Vradiivka）是烏克蘭南部尼古拉耶夫州五一城區弗拉迪伊夫卡市镇内的市級鎮及其行政中心。曾是原弗拉迪伊夫卡區的区府。始建於1772年，面積13平方公里，人口8,400，人口密度每平方公里657人。